# Emissor
L'emissor és la persona o màquina que emet o distribueix un missatge perquè arribi a un o més receptors. És l'individu que pensa què vol comunicar i com, per això tria el canal i el codi adequat. En telecomunicacions a vegades es distingeix entre font i transmissor dintre de l'emissió: la font és la persona que crea i codifica el contingut i el transmissor l'aparell a través del qual ho fa, per exemple un telèfon. Sempre hi ha una intenció en emetre el missatge, sigui informar d'un fet, transmetre els propis pensaments o emocions o complir amb una tasca requerida per l'interlocutor. Segons aquesta intenció, l'emissor decideix quin tipus de discurs (si és llenguatge verbal) escull.